# プリズマトウーリサス
プリズマトウーリサス（学名 : Prismatoolithus）は、白亜紀（オーテリビアンからマーストリヒチアン）の恐竜の卵化石の卵属であり、おそらく最古の暁新世の恐竜でもある。おそらくトロオドン科に属していたと思われる。